# 大多和勝直
大多和 勝直（おおたわ かつなお）は、江戸時代初期の武士。毛利氏の家臣で長州藩士。父は大多和就勝。

## 生涯
慶安元年（1648年）、長州藩士である大多和就勝の子として生まれ、毛利綱広、吉就、吉広、吉元の4代に仕える。
享保5年（1720年）頃に『閥閲録』が編纂された際に、高祖父の大多和就重から勝直までの大多和氏の家譜と書状類を提出し、巻123に「大多和惣兵衛」として収められた。
享保8年（1723年）6月21日に死去。享年76。三男の勝卓が後を継いだ。